# Ayyıldız Tim
Ayyıldız Tim (übersetzt ‚Team Halbmond und Stern‘) ist eine nationalistisch orientierte Hacker-Gruppe in der Türkei, die im Jahr 2002 gegründet wurde. Sie umfasst viele Gruppen und hat angeblich ein militärisches Rangsystem. Die Gruppe steht auf Seiten des türkischen Staates und somit attackiert sie Webseiten in Ländern, die sie als feindlich wahrnehmen.

## Operationen
- Hacking der Webseiten von privaten und öffentlichen Institutionen in Serbien zum Gedenken an das Massaker von Srebrenica.[1]
- Als Widerstand für Xinjiang wurden chinesische Internetseiten attackiert.[2]